# Marchitamiento fúngico
Marchitamiento fúngico es el término usado para un número de diferentes hongos causantes de debilidad y marchitamiento que puede matar las semillas, las siembras, antes o después de germinar.
El apelativo se usa muy frecuentemente en horticultura, donde en pequeños sitios se hacen siembras en invernáculo tibios y húmedos, que aceleran el crecimiento vegetal pero que pueden conducir a ataques fúngicos.

## Síntomas
Una semilla puede ser infectada por un hongo, causando su oscurecimiento y ablandamiento. Esto puede matarla antes de germinar la semilla, o causar que la siembra sea débil, a veces teniendo parches "húmedos", decayendo hasta morir.
También, una siembra puede infectarse después de brotar, pero antes de emerger de la tierra, o aún después de aparecer bien desarrollada...lo último puede resultar en que la planta misteriosamente se adelgaza, se dobla, y al fin se quiebra.

## Causas
Diferentes hongos causan esta enfermedad, incluyendo:
- Botrytis, "pudrición gris".
- Macrophomina phaseoli
- Phytophthora
- Pythium
- Rhizoctonia solani
- Sclerotium
- Thielaviopsis

## Prevención
Se puede prevenir de diferentes formas, la más importante es manteniendo una buena ventilación, incluyendo germinación en condiciones secas, con mejor circulación de aire (pero retarda la germinación), colocando las semillas en suelo esterilizado, y/o haciendo un tratamiento al suelo con fungicida, o una solución hecha en casa, como es el ej. de infusiones de Matricaria chamomilla o de ajo.
El siguiente listado resume las condiciones predisponentes para la aparición de enfermedades en los viveros:
- Alta humedad ambiental ( + 60%).
- Altas temperaturas del suelo condiciones de humedad elevados en el suelo.

- Acidez favorable.
- Semillas enfermas o mal desinfectadas.
- Entre otras.